# Chloroclystis blanda
Chloroclystis blanda är en fjärilsart som beskrevs av Max Joseph Bastelberger 1911. Chloroclystis blanda ingår i släktet Chloroclystis och familjen mätare. Inga underarter finns listade i Catalogue of Life.

## Bildgalleri

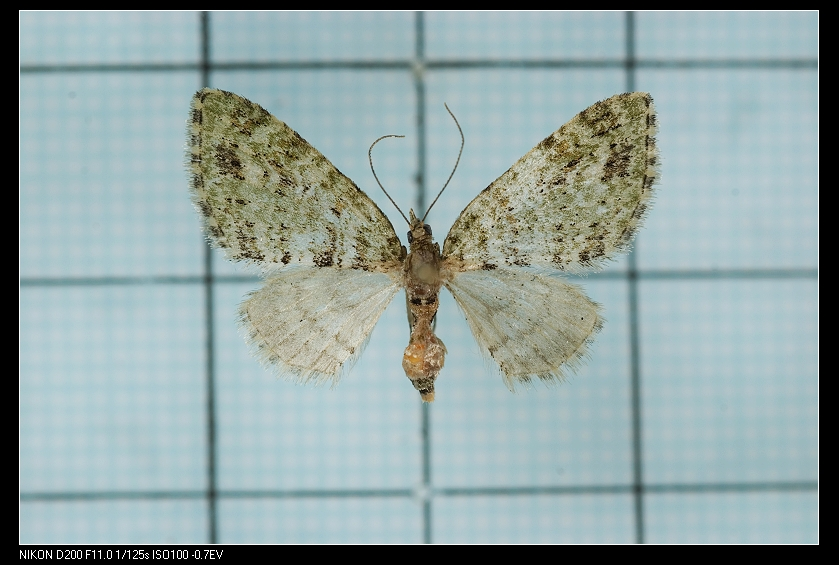
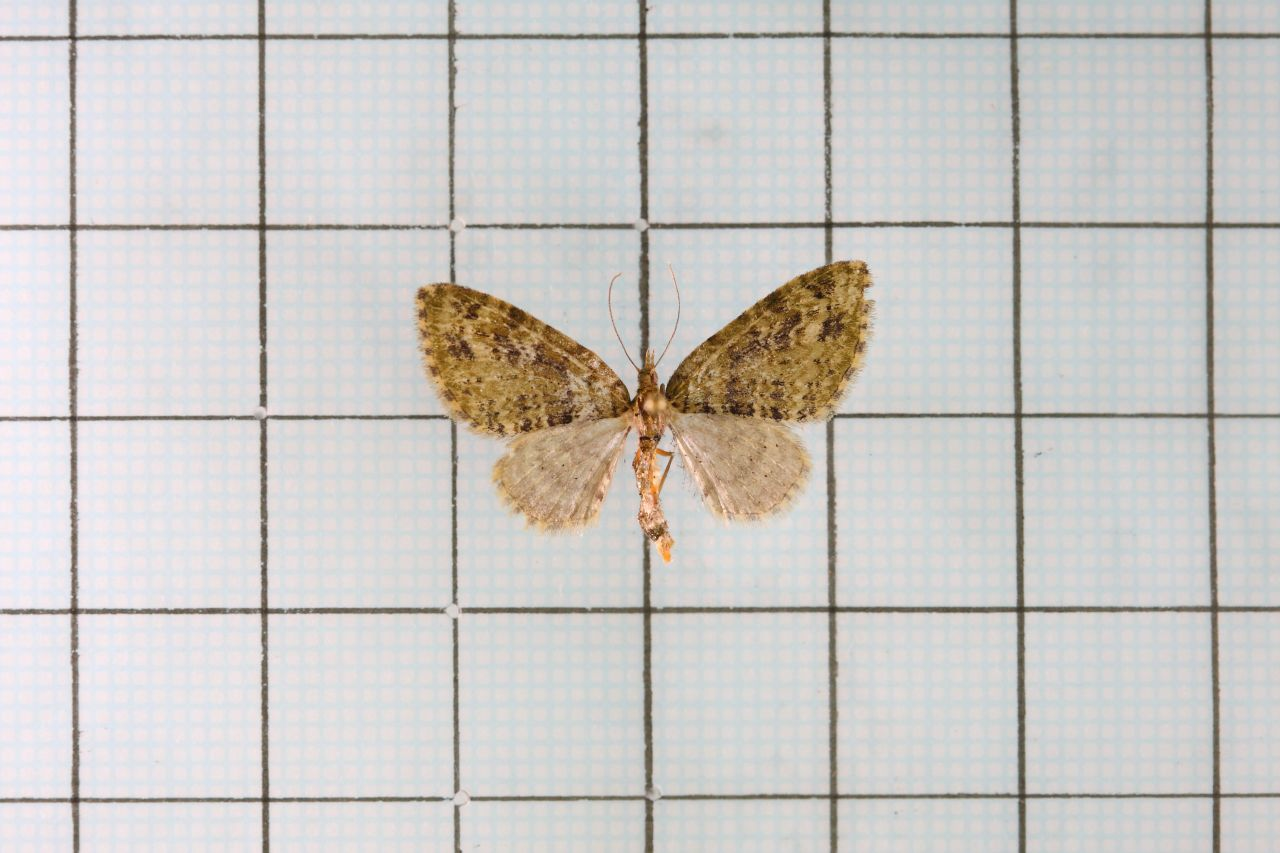
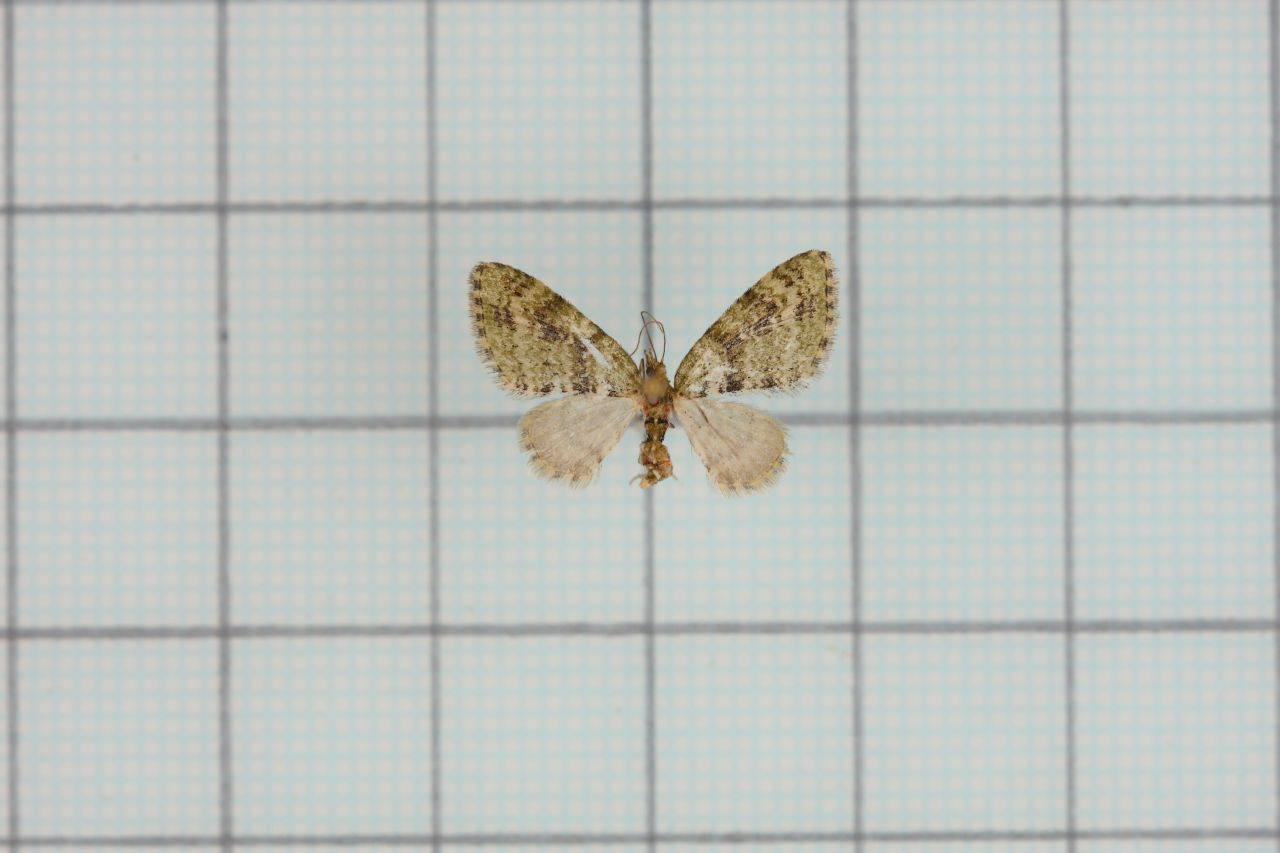
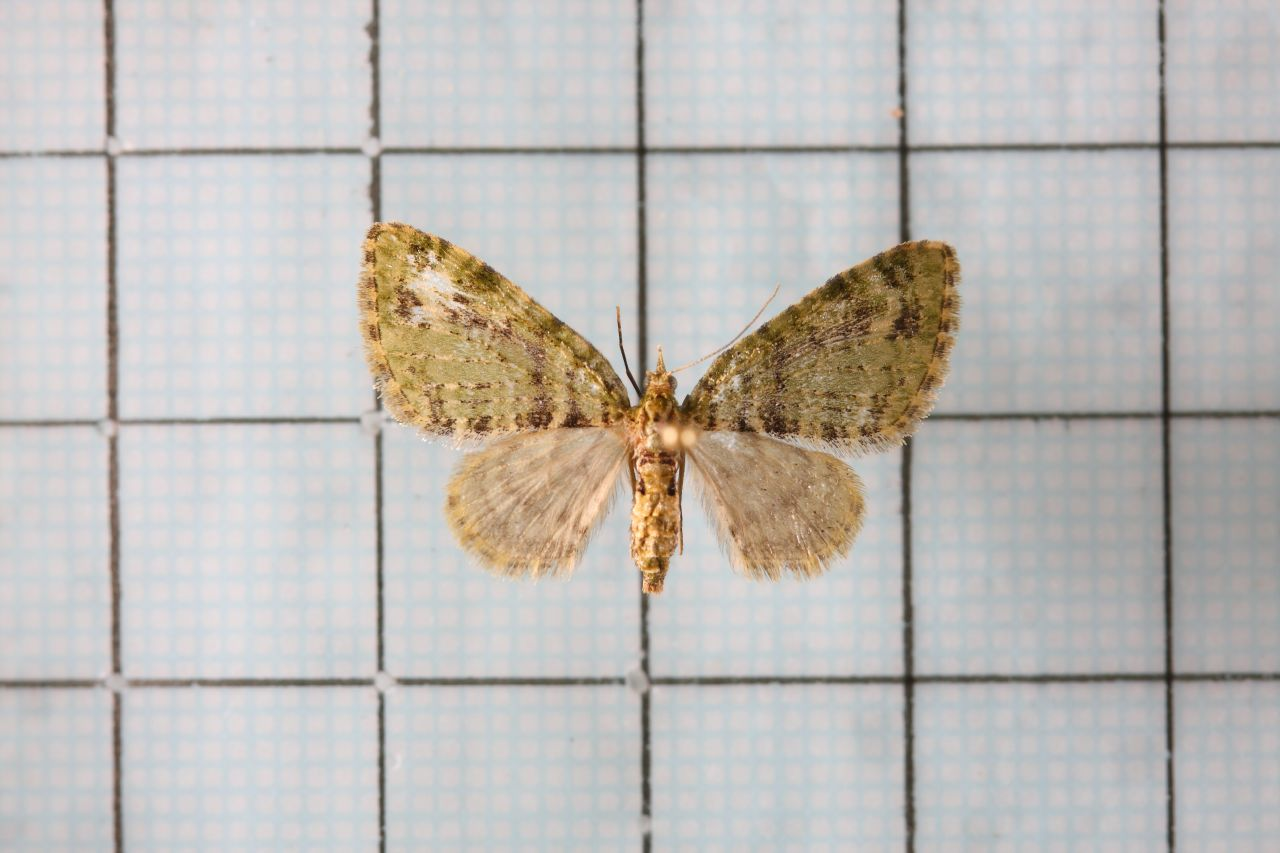
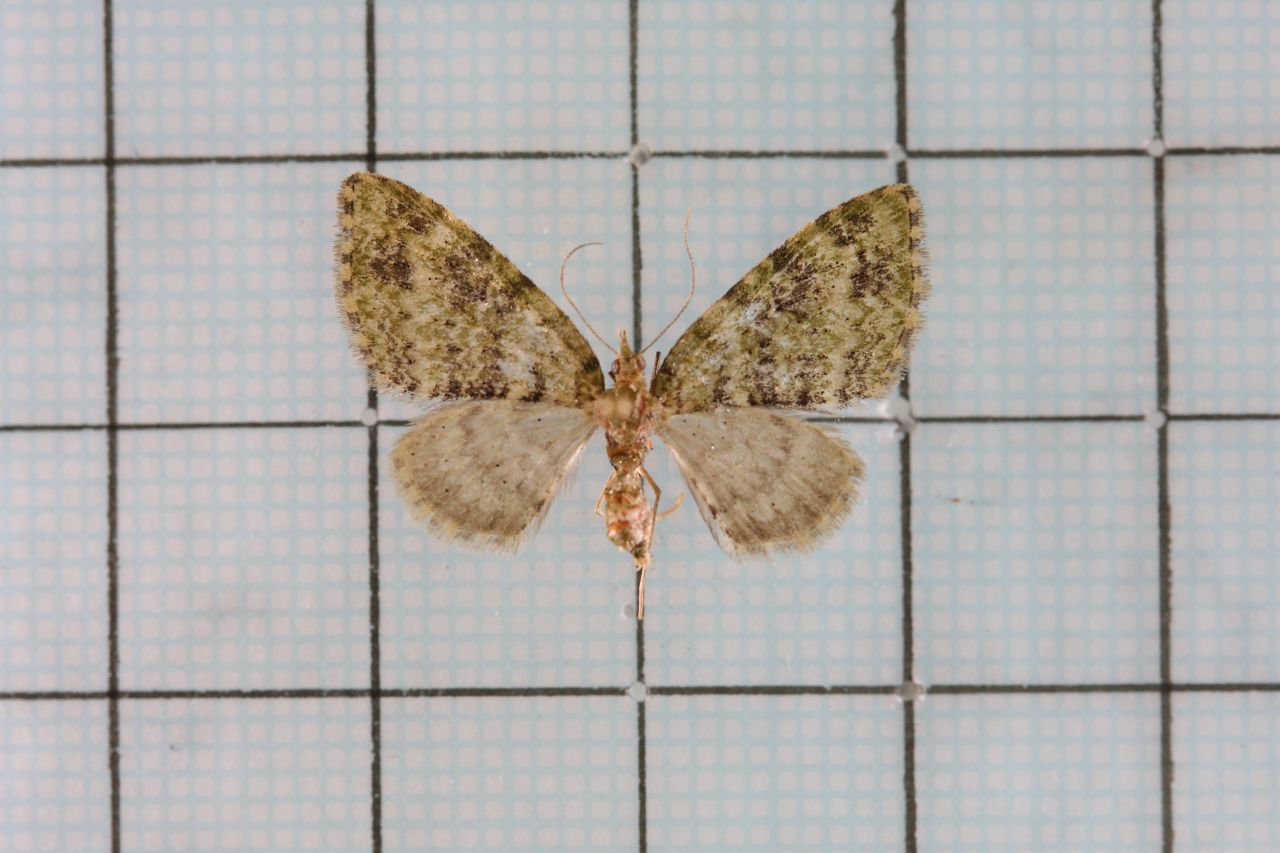